# Albi di Rat-Man Color Special

Copertina del primo volume

Lista degli albi della serie Rat-Man Color Special, ristampa delle storie di Rat-Man di Leo Ortolani a colori.

## Albi
| Nr. | Storie                                                                                | Coloristi                                                                              | Data di pubblicazione |
| --- | ------------------------------------------------------------------------------------- | -------------------------------------------------------------------------------------- | --------------------- |
| 1   | - Le sconvolgenti origini del Rat-Man - Rat-Man contro il Ragno! - La minaccia verde! | - Lorenzo Ortolani - Gian Luca Raimondi - Pamela Brughera e Francesco Marconi Galvagno | 8 agosto 2004         |
| 2   | - Tòpin! The Wonder Mouse! - Dal futuro! - La Gatta!                                  | - Sergio Algozzino e Maurizio Clausi - Bruno Olivieri - Lorenzo Ortolani               | 16 ottobre 2004       |
| 3   | - Il ritorno! - La Squadra Segreta!                                                   | - Lorenzo Ortolani - Gian Luca Raimondi                                                | 11 giugno 2005        |
| 4   | - L'ultimo segreto - Weekend di torrone                                               | - Lorenzo Ortolani - Pamela Brughera                                                   | 1º settembre 2005     |
| 5   | - La tela strappata - L'ira di Cover-Man - Il Collezionista                           | - Lorenzo Ortolani - Gian Luca Raimondi - Lorenzo Ortolani                             | 6 luglio 2006         |
| 6   | - Caccia al Ragno! - Io, il clone!                                                    | - Gian Luca Raimondi - Lorenzo Ortolani                                                | 10 agosto 2006        |
| 7   | - Crisi! - Io, il Rat-Man!                                                            | - Pamela Brughera - Lorenzo Ortolani                                                   | 5 ottobre 2006        |
| 8   | - L'araldo! - L'intervista! - Niente è per sempre                                     | - Gian Luca Raimondi - Lorenzo Ortolani - Lorenzo Ortolani                             | 7 giugno 2007         |
| 9   | - L'allievo - Un uomo in calzamaglia                                                  | - Lorenzo Ortolani                                                                     | 9 agosto 2007         |
| 10  | - Il supereroe - The R-File                                                           | - Lorenzo Ortolani - Gian Luca Raimondi                                                | 11 ottobre 2007       |
| 11  | - Il grande Ratzinga! - Dimenticati dal tempo!                                        | - Gian Luca Raimondi - Lorenzo Ortolani                                                | 12 giugno 2008        |
| 12  | - Tentazioni - Il pozzo del desiderio!                                                | - Gian Luca Raimondi - Lorenzo Ortolani                                                | 7 agosto 2008         |
| 13  | - La bella e la bestia! - Operazione Geode!                                           | - Lorenzo Ortolani - Gian Luca Raimondi                                                | 9 ottobre 2008        |
| 14  | - L'incredibile Ik! - La sentinella                                                   | - Gian Luca Raimondi - Lorenzo Ortolani                                                | 5 giugno 2009         |
| 15  | - Cinzia la barbara! - La gabbia                                                      | - Gian Luca Raimondi - Lorenzo Ortolani                                                | 6 agosto 2009         |
| 16  | - Rat-Man: 1999 - Ex-Men!                                                             | - Gian Luca Raimondi - Lorenzo Ortolani                                                | 8 ottobre 2009        |
| 17  | - La mummia - La mummia - Il ritorno! - Sette giorni!                                 | - Lorenzo Ortolani                                                                     | 17 giugno 2010        |
| 18  | - Catene - Titanic 2000                                                               | - Lorenzo Ortolani - Gian Luca Raimondi                                                | 19 agosto 2010        |
| 19  | - Il morso del Ragno! - Il primogenito!                                               | - Gian Luca Raimondi - Lorenzo Ortolani                                                | 14 ottobre 2010       |
| 20  | - Il soldato - Sapore di sale - Trappola seducente                                    | - Lorenzo Ortolani - Lorenzo Ortolani - Gian Luca Raimondi                             | 16 giugno 2011        |
| 21  | - Stessa spiaggia, stesso sale - Rat-Men - Camera 9                                   | - Lorenzo Ortolani - Gian Luca Raimondi - Gian Luca Raimondi                           | 11 agosto 2011        |
| 22  | - Rat-Max - L'Internauta                                                              | - Lorenzo Ortolani                                                                     | 13 ottobre 2011       |
| 23  | - Le ombre dei padri... - Grandi speranze!                                            | - Lorenzo Ortolani                                                                     | 14 giugno 2012        |
| 24  | - Il ritorno degli eroi! - Meraviglie!                                                | - Lorenzo Ortolani - Elena Prearo                                                      | 9 agosto 2012         |
| 25  | - Il Re e io! - Uomini e topi                                                         | - Elena Prearo - Lorenzo Ortolani                                                      | 11 ottobre 2012       |
| 26  | - La fuga di Rat-Man - Pubblicato a morte!                                            | - Lorenzo Ortolani                                                                     | 13 giugno 2013        |
| 27  | - Un classico del fumetto - Kina!                                                     | - Lorenzo Ortolani                                                                     | 8 agosto 2013         |
| 28  | - Scuola di fumetto - La storia finita                                                | - Lorenzo Ortolani - Elena Prearo                                                      | 10 ottobre 2013       |
| 29  | - L'ombra su di me! - Il migliore! - Il bacio della morte                             | - Lorenzo Ortolani - Lorenzo Ortolani - Elena Prearo                                   | 12 giugno 2014        |
| 30  | - La fine di Rat-Man! - I Fantastici!                                                 | - Lorenzo Ortolani - Elena Prearo                                                      | 7 agosto 2014         |
| 31  | - Il nemico tra noi! - Abbandonati!                                                   | - Lorenzo Ortolani                                                                     | 23 ottobre 2014       |
| 32  | - Un nuovo inizio - Rat-Man contro Rat-Man! (I parte)                                 | - Elena Prearo - Lorenzo Ortolani                                                      | 18 giugno 2015        |
| 33  | - Rat-Man contro Rat-Man! (II parte) - Catastrofe!                                    | - Lorenzo Ortolani - Elena Prearo                                                      | 20 agosto 2015        |
| 34  | - Venga il mio regno!                                                                 | - Lorenzo Ortolani                                                                     | 22 ottobre 2015       |